# Итабераи
Итабераи (порт. Itaberaí) — муниципалитет в Бразилии, входит в штат Гояс. Составная часть мезорегиона Центр штата Гойас. Входит в экономико-статистический микрорегион Анаполис. Население составляет 30 170 человек на 2007 год. Занимает площадь 1471 км². Плотность населения — 20,5 чел./км².
Праздник города — 9 ноября.

## История
Город основан 9 ноября 1868 года.

## Статистика
- Валовой внутренний продукт на 2003 год составляет 195 920 539,00 реалов (данные: Бразильский институт географии и статистики).
- Валовой внутренний продукт на душу населения на 2003 год составляет 6734,98 реалов (данные: Бразильский институт географии и статистики).
- Индекс развития человеческого потенциала на 2000 год составляет 0,739 (данные: Программа развития ООН).